# Batis caranegre
La batis caranegre (Batis minor) és un ocell de la família dels platistèirids (Platysteiridae).

## Hàbitat i distribució
Habita boscos, matolls i vegetació de ribera del sud de Somàlia, sud-est de Kenya i Tanzània oriental.